# Oronsay (Colonsay)
Oronsay (schottisch-gälisch: Orasaigh) ist eine kleine Gezeiteninsel unmittelbar südlich von Colonsay, die zu den schottischen Inneren Hebriden gehört. Mit Colonsay ist sie über einen unbefestigten Damm verbunden, der nur bei Niedrigwasser benutzt werden kann und über das Watt führt.
Oronsay ist 5,4 Quadratkilometer groß. Die höchste Erhebung ist 93 Meter hoch. 2011 lebten laut Volkszählung acht Menschen auf der Insel, die im Oronsay Priory leben, einem kleinen Kloster, das Landwirtschaft auf der Insel betreibt (Oronsay Farm).
Von der unmittelbar nördlich gelegenen, größeren Insel Colonsay ist Oronsay durch das Wattgebiet The Strand getrennt, das zwischen 100 und 1300 Meter breit ist.
Oronsay ist ein wichtiger mittelsteinzeitlicher Fundort mit zahlreichen Muschelhaufen (Caisteal-nan-Gillean 1 + 2, Cnoc Coig, Cnoc Sligeach, Priory Midden) des sogenannten Obadian. Die Lage der fünf mesolithischen Muschelhaufen zeigt die Nutzungsmonate der Plätze, die aus der Größenverteilung der Ohrknochen (Otolithen) von Köhlern, der wichtigsten Fischart, die auf Oronsay gefangen wurde, abgeleitet wurden. Da sie sehr schnell heranwachsen, gibt die Länge der Ohrknochen einen Hinweis auf die Jahreszeit, in der der Fisch gefangen wurde.
Die Insel ist bekannt für die Ruinen des Klosters Oronsay, eine Augustiner-Abtei aus dem 14. Jahrhundert. Teil dieser Anlage ist das steinerne Keltenkreuz Oronsay Great Cross, das jenen von der Insel Iona gleicht.

## Fauna und Flora
Oronsay ist in Verbindung mit Colonsay seit 2014 ein Wildreservat für die Dunkle Europäische Biene, auch, weil hier weder Bienenkrankheiten wie Nosemose oder Europäische Faulbrut noch die Varroamilbe vorkommen. Die Haltung anderer Bienenrassen ist gesetzlich verboten, um die Reinrassigkeit zu schützen.